# Николай Марков
Николай Георгиев Марков е бивш служител  от НСО с чин подполковник (до 2007 г.) и бивш политик от партия „Величие“ (през 2024 г).

## Биография
Роден е на 26 април 1970 година в Нова Загора. Завършва Висшето военно общовойсково училище „Васил Левски“ във Велико Търново със специалност „Свързочни войски“, а след това – и специалност „Право“ във Великотърновския университет. На 1 октомври 1993 г. постъпва на работа в Националната служба за охрана, където заема длъжностите „разузнавач“, „инспектор“ и „старши инспектор“ в различни структурни звена с функции по осъществяване на охрана. Там работи до 26 март 2007 г., когато е дисциплинарно уволнен, достигайки до чин подполковник. Преподавател по национална и международната сигурност в Нов български университет между 2021 и 2024 г.

## Политическа кариера
Николай Георгиев Марков е кандидат на ПП „Величие“ за изборите на 9 юни 2024 г. На парламентарните избори проведени тогава, партия „Величие“ преминава избирателната бариера от 4% и влиза в парламента, но няколко седмици по-късно парламентарната група се разпада. На 5 юли 2024 г., групата на която председател е Марков престава да съществува, тъй като шестима депутати от партия „Величие“ я напускат. Това става след поредица от скандали между него и Ивелин Михайлов, като партията сваля доверието си от Марков и той е изключен от нея.

## Противоречия
Марков е уволнен дисциплинарно от НСО. Той обжалва уволнението си, но губи делото. Впоследствие е съден за неизпълнение на 2 бр. служебни заповеди, както и за нанесена обида на длъжностно лице. Въпреки че е уволнен с чин подполковник, той се представя често като полковник и дори като генерал-майор. Марков е обвиняван, че е краен русофил със странни идеи. В свое интервю в Ютюб той нарича Левски „измислен герой“, описва бащите на възрожденците като „въшльовци“, и отрича самото съществуване на български национализъм преди Руско-турската война (1877 – 1878). Тезите му са сходни с разпространяваните от руската пропаганда идеи. В профила си във Фейсбук той твърди, че предоставя редовно на руското разузнаване данните за доставки на българско оръжие за Украйна. Тези изяви в социалните мрежи стават причина неправителствената организация БОЕЦ да поиска от Държавна агенция „Национална сигурност“ да извърши проверка за шпионаж, а депутатът Ивайло Мирчев да отправи питане към агенцията дали са предприети действия по случая.